# Чарнецька-Гура
Чарнецька-Гура (пол. Czarniecka Góra) — село в Польщі, у гміні Стомпоркув Конецького повіту Свентокшиського воєводства.
Населення — 459 осіб (2011).
У 1975-1998 роках село належало до Келецького воєводства.

## Демографія
Демографічна структура на день 31 березня 2011 року:
|          | Загалом | Допрацездатний вік | Працездатний вік | Постпрацездатний вік |
| -------- | ------- | ------------------ | ---------------- | -------------------- |
| Чоловіки | 224     | 41                 | 166              | 17                   |
| Жінки    | 235     | 32                 | 135              | 68                   |
| Разом    | 459     | 73                 | 301              | 85                   |